# Avitus
Avitus  (лат.) — род аранеоморфных пауков из подсемейства Dendryphantinae в семействе пауков-скакунов (Salticidae). Все представители этого рода распространены в Южной Америке.

## Этимология
Научное название рода дано ему в чести римского императора Авита (лат. Marcus Maecilius Flavius Eparchius Avitus), правившего в 455—456 гг.

## Виды
- Avitus anumbi Mello-Leitão, 1940 — Бразилия
- Avitus castaneonotatus Mello-Leitão, 1939 — Аргентина
- Avitus diolenii Peckham & Peckham, 1896 — Панама typus
- Avitus longidens Simon — Аргентина
- Avitus taylori (Peckham & Peckham, 1901) — Ямайка
- Avitus variabilis Mello-Leitão, 1945 — Аргентина